# Dejan Mezga
Dejan Mezga (* 16. července 1985, Čakovec, Jugoslávie) je chorvatský fotbalový záložník se slovinským občanstvím, který od roku 2007 působí ve slovinském klubu NK Maribor.

## Klubová kariéra
V Chorvatsku působil v klubech NK Varaždin (do r. 2010 se jmenoval podle sponzora NK Varteks Varaždin) a NK Čakovec. V roce 2007 přestoupil z Chorvatska do Slovinska, podepsal kontrakt s předním slovinským klubem NK Maribor, kde vyhrál řadu domácích trofejí včetně ligových titulů.